# 베버역
베버역(Bever)은 스위스 그라우뷘덴주에 있는 베버 지자체에 있는 기차역이다. 래티셰 철도의 1,000mm 미터궤 알불라 철도 및 베버-스쿠올-타라스프선의 교차점에 위치한다. 베버 마을의 남서쪽 해발 1,710m에 위치한다. 역은 일반적으로 엥가딘선에서 운영되는 여객 열차에 의해서만 연결된다. 매시간 쿠어-생모리츠 지역 특급은 일반적으로 베버에 정차하지 않는다. 일부 이른 아침과 늦은 저녁 지역 서비스는 쿠어-생모리츠선은 정차한다.

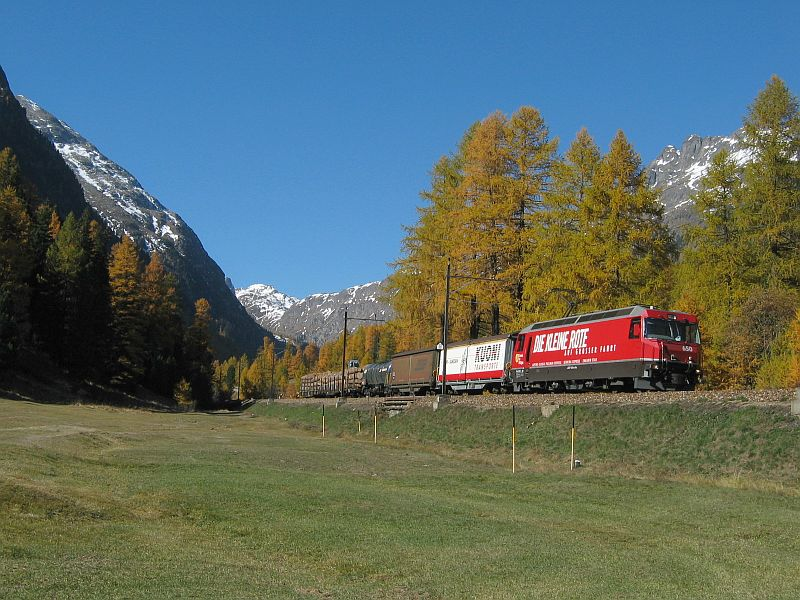
베버 근처의 화물 열차

## 운행편
다음 서비스는 베버에서 정차한다.
- 인터레기오 : 쿠어와 생모리츠 사이의 제한된 운행
- 레기오익스프레스 : 란트콰르트와 생모리츠 사이를 매시간 운행
- 레기오 :
  - 스쿠올-타라스프와 폰트레시나 사이의 매시간 운행
  - 쿠어와 생모리츠 간의 제한된 운행